# Врбовско
Врбо́вско (хорв. Vrbovsko) — місто в Хорватії, у Приморсько-Ґоранській жупанії, неподалік від кордону зі Словенією, за 100 км на південний захід від столиці країни — Загреба. Розташований в історичному регіоні Горскі-Котар, у межиріччі річок Купа та Добра.
Поруч з містом проходить автомагістраль A6, Загреб — Рієка, місто пов'язане регулярним автобусним сполученням з Загребом, Рієкою та навколишніми містами. Мальовнича природа в околицях Врбовско залучає велику кількість туристів.
Перша згадка про місто датується 1481 роком, як і весь Горскі-Котар, Врбовско належало спочатку родині Франкопанів, потім під час австрійсько-турецьких війн перейшло під контроль Австрії.
Під Врбовско традиційно проживало змішане хорватсько-сербське населення. Після розпаду Югославії в 1991 році та війни, що була наслідком розпаду, частина сербського населення покинула місто. За даними перепису 2001 року 57 % відсотків населення Врбовско становили хорвати і 36 % — серби.
Головна визначна пам'ятка міста — неоготична церква св. Яна Непомуцького, побудована в 1895 році на місці однойменної церкви 1755 року.
У селі Луковдол неподалік від Врбовско в 1913 році народився знаменитий хорватський письменник-антифашист Іван Горан Ковачич.

## Населення
Населення громади за даними перепису 2011 року становило 5 076 осіб. Населення самого міста становило 1673 осіб.
Динаміка чисельності населення громади:
Динаміка чисельності населення міста:

## Населені пункти
Крім міста Врбовсько, до громади також входять:
- Блажевці
- Бунєвці
- Царевичі
- Дамаль
- Докмановичі
- Доленці
- Доні Вучковичі
- Доні Вукшичі
- Драга Луковдолська
- Драговичі
- Гомір'є
- Горенці
- Горні Вучковичі
- Горні Вукшичі
- Хайдине
- Хамбарище
- Яблан
- Якшичі
- Каменсько
- Кланаць
- Комленичі
- Лесці
- Липлє
- Луковдол
- Любошина
- Маєр
- Малий Ядрч
- Матичі
- Меджеди
- Млинарі
- Мочиле
- Моравиці
- Мусулини
- Надвучник
- Никшичі
- Осойник
- Петровичі
- Племениташ
- Плешивиця
- Подвучник
- Поляна
- Пресика
- Радигойна
- Радочай
- Радошевичі
- Рим
- Ртич
- Северин-на-Купі
- Смишляк
- Стубиця
- Штефанці
- Тичі
- Томичі
- Тополовиця
- Тук
- Великий Ядрч
- Вучиничі
- Вучник
- Вуйновичі
- Вукеличі
- Запеч
- Заумол
- Здихово
- Жакуле

## Клімат
Середня річна температура становить 8,49 °C, середня максимальна – 21,62 °C, а середня мінімальна – -5,98 °C. Середня річна кількість опадів – 1468 мм.
| Клімат міста                                  | Клімат міста | Клімат міста | Клімат міста | Клімат міста | Клімат міста | Клімат міста | Клімат міста | Клімат міста | Клімат міста | Клімат міста | Клімат міста | Клімат міста | Клімат міста |
| Показник                                      | Січ.         | Лют.         | Бер.         | Квіт.        | Трав.        | Черв.        | Лип.         | Серп.        | Вер.         | Жовт.        | Лист.        | Груд.        |              |
| Середній максимум, °C                         | 5,77         | 6,60         | 9,45         | 13,28        | 18,32        | 21,59        | 21,62        | 21,08        | 17,32        | 13,11        | 7,85         | 4,69         |              |
| Середня температура, °C                       | −0,1         | 0,74         | 3,58         | 7,41         | 12,45        | 15,72        | 17,70        | 17,15        | 13,40        | 9,19         | 3,93         | 0,77         |              |
| Середній мінімум, °C                          | −5,98        | −5,14        | −2,29        | 1,53         | 6,57         | 9,84         | 13,76        | 13,22        | 9,45         | 5,25         | 0,00         | −3,16        |              |
| Норма опадів, мм                              | 86           | 91           | 105          | 128          | 116          | 133          | 103          | 114          | 137          | 161          | 166          | 128          |              |
| Середньомісячна швидкість вітру, м/с          | 2.06         | 2.24         | 2.48         | 2.39         | 2.24         | 2.06         | 2.00         | 1.96         | 1.94         | 2.06         | 2.25         | 2.25         |              |
| Середньомісячна сонячна радіація, кДж/м²·день | 4267         | 7028         | 10335        | 14613        | 18676        | 20228        | 21645        | 18442        | 13523        | 8797         | 4651         | 3552         |              |
| --------------------------------------------- | ------------ | ------------ | ------------ | ------------ | ------------ | ------------ | ------------ | ------------ | ------------ | ------------ | ------------ | ------------ | ------------ |
| Джерело:                                      |              |              |              |              |              |              |              |              |              |              |              |              |              |